# Tomé Varela da Silva
Pour les articles homonymes, voir Varela et Silva.
Tomé Varela da Silva, né en 1950 à São Jorge dos Órgãos (île de Santiago), est un philosophe, anthropologue, poète et écrivain cap-verdien qui a étudié la tradition orale et le patrimoine musical du Cap-Vert et milité en faveur de l'usage du créole cap-verdien en littérature. Il est lui-même l'auteur de contes et de biographies. Ses œuvres les plus marquantes ont été publiées dans les années 1980 et 1990.